# Il giorno che scambiai mio padre con due pesci rossi
Il giorno che scambiai mio padre con due pesci rossi (The Day I Swapped My Dad for Two Goldfish) è un libro illustrato per bambini, sceneggiato da Neil Gaiman e disegnato dal fumettista britannico Dave McKean, premiato con il British Science Fiction Association award for Short Fiction e con il Newsweek Best Children's Book.

## Trama
Il racconto narra di un ragazzino il quale, affascinato dai pesciolini di un amico, si dimostra pronto a barattarli con qualunque cosa pur di averli, compreso suo padre. Purtroppo la madre del ragazzo vorrà aver indietro il marito, ma le operazioni di recupero si dimostreranno più complicate del previsto.
Dal punto di vista grafico il libro è fatto da una serie di illustrazioni a tavola intera, popolati di disegni dallo stile semplice su sfondi estremamente colorati sviluppati con tecniche miste, che contengono diverse citazioni come i riferimenti a Magritte in copertina.
McKean ha successivamente riadattato l'immagine della copertina del libro per l'album This Desert Life dei Counting Crows del 1999.

## Riconoscimenti
La serie ha vinto i seguenti premi internazionali:
- British Science Fiction Association award for Short Fiction nel 1997 (Regno Unito),
- Newsweek Best Children's Book per il miglior xxxx nel 2003 (Stati Uniti).

## Edizioni

### Edizioni italiane
- Il giorno che scambiai mio padre per 2 pesci rossi, Edizioni Macchia Nera, 2000, cartonato, ISBN 888308022X.
- Il giorno che scambiai mio padre per 2 pesci rossi, Mondadori, 2004, cartonato, 64 pagine, ISBN 8804535016.